# Aldo Padoan
Aldo Padoan (fl. XX secolo) è stato un calciatore italiano, di ruolo attaccante.

## Carriera
Giocò in Divisione Nazionale con il Venezia.